# Mauerbienen

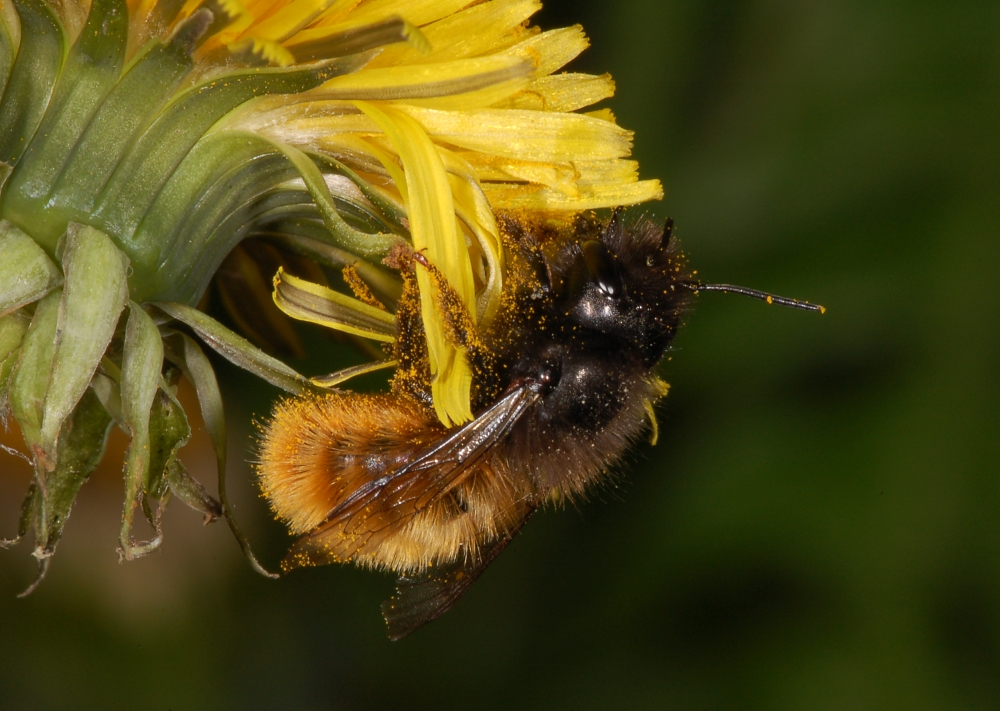
Gehörnte Mauerbiene (Osmia cornuta)

Als Mauerbienen werden Bienen der nahe verwandten Gattungen Osmia und Hoplitis bezeichnet (nicht zu verwechseln mit Mörtelbienen). Für die Arten der Gattung Hoplitis gibt es aber auch andere deutsche Namen (Stängelbienen, Felsenbienen, Natternkopfbienen). Manche Osmia-Arten nennt man auch Schneckenhausbienen. Es sind einzeln lebende Solitärbienen; sie gehören zur Familie der Megachilidae innerhalb der Bienen. Die Mauerbienen sind nahe mit den Löcherbienen Heriades und den Scherenbienen Chelostoma verwandt. Alle fünf Gattungen wurden zeitweise in der Gattung Osmia zusammengefasst, dies ist aber überholt.
Mauerbienen gehören zu den häufigsten Solitärbienen. Sie stellen aus Drüsensekreten und Blattstückchen bzw. Erde Baumaterial für ihre Zellen her, in denen die Brut aufwächst. Diese Nester legen sie artspezifisch an – zum Beispiel in Mauern, Gesteinsspalten oder im Boden sowie in Stängeln, im Totholz hohler Äste oder in Gängen holzbohrender Insekten.

## Vom Nestbau zu Larve und Ausschlüpfen

### Baumaterialien und Brutverpflegung
Ein Drittel der etwa 50 mitteleuropäischen Arten bevorzugt bereits vorhandene Hohlräume. Einige bauen in sandigem Boden oder an Steinen, doch immerhin ein Viertel auch in leeren Schneckenhäusern oder im Mark von Pflanzenstängeln. Das Baumaterial der Ersteren und der „Steinbauer“ ist vor allem mineralisch (Sand, Lehm, Steinchen), aber teilweise auch Pflanzenmörtel (zerkaute Blattstücke – worauf dann die Form der Kiefer „abgestimmt“ ist). Über die „Schneckensiedler“ weiß man erst wenig, jene im Mark nehmen meist Blattstücke. Einige Arten beißen auch Blütenblätter ab, so etwa Hoplitis papaveris, die ebenso wie Osmia maritima Sandlöcher gräbt.
Das Weibchen versorgt die künftigen Larven einer jeden Zelle mit Pollen und oft etwas Nektar. Dann legt es ein Ei an den Pollenvorrat und verschließt die Zelle. Der Zellverschluss ist im Regelfall zugleich die Rückwand der nächsten Zelle – hinter einem Nestverschluss verbergen sich also mehrere Zellen. Die Osmia brevicornis hingegen füllt ihre Niströhren durchgehend mit Pollen, ihre Larven wachsen also gemeinsam auf.
Einige Mauerbienenarten lassen sich durch Aufstellen von Nisthilfen gezielt fördern. Hierdurch kann nicht nur dem allgemeinen Rückgang der meisten Solitärbienen infolge von Landschaftsveränderungen entgegengewirkt werden, es bieten sich naturinteressierten Laien und Fachleuten auch gute Gelegenheiten für Naturbeobachtungen.
Anders als etwa bei den Sandbienen (Andrena spec.) finden sich Mauerbienen selten zu größeren Gruppen zusammen. Nur wenn man viele Nistblöcke zusammen aufstellt, kommt es zu einer mit Sandbienen vergleichbaren Bevölkerungsdichte.
Bei den Arten Osmia inermis, O. xanthomelana und auch O. mustelina sind Vorstufen von Sozialverhalten zu beobachten.

### Larve, Verpuppung und Flugzeiten
Die Larve häutet sich nach dem Schlüpfen mehrmals und frisst wochenlang vom Nahrungsvorrat, bevor sie sich in einen Kokon einspinnt und verpuppt. Am Ende der Metamorphose schlüpft aus der Puppe die flugfähige Biene (Imago). Die Winterpause kann in unterschiedlichen Stadien eingelegt werden: Manche Arten überwintern schon als Larven, andere als fertige Insekten, die dann schon im kühlen März schlüpfen können.
Meist erscheinen zuerst die Männchen  und müssen ein bis zwei Wochen auf die später herausschlüpfenden Weibchen warten. Dies vermutlich, weil die unbefruchteten Eier zuletzt gelegt werden, sodass sich die Männchen den Nistgang vor den Weibchen freinagen können. Die meisten der etwa 50 mitteleuropäischen Arten bringen es nur auf eine Generation im Jahr („univoltin“). Ihre Flugzeiten sind 1½ bis 3 Monate lang, aber artspezifisch sehr unterschiedlich:
Von den wichtigsten acht Arten beginnt die O. cornuta (Gehörnte Mauerbiene) im März/April; sie zählt als „eurytope Art“ zu den „Biotop-Generalisten“, die sich in vielen Lebensräumen (auch in Dörfern und der Stadt) wohlfühlt. Die bekannte Osmia bicornis (Rote Mauerbiene) fliegt zumindest im April und Mai, während Osmia spinulosa und Hoplitis claviventris von Juni bis August unterwegs sind.

### Modulare Nistblöcke zur professionellen Vermehrung von Mauerbienen

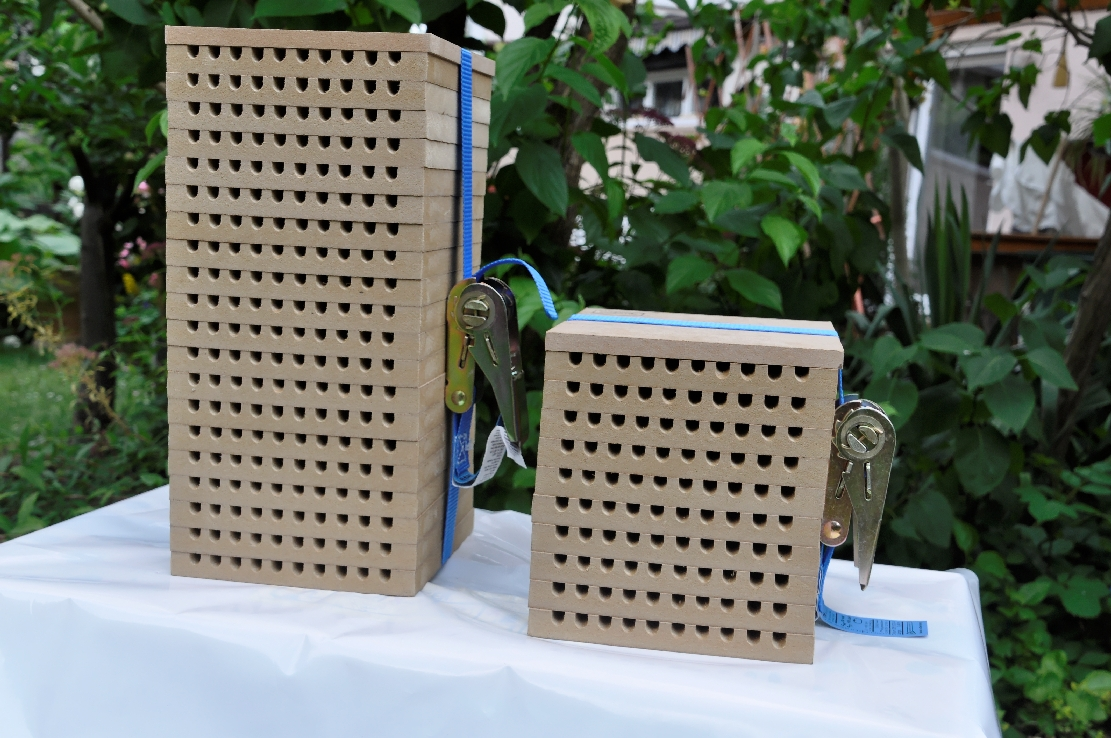
Nistblöcke mit 200 bzw. 100 Nistgängen

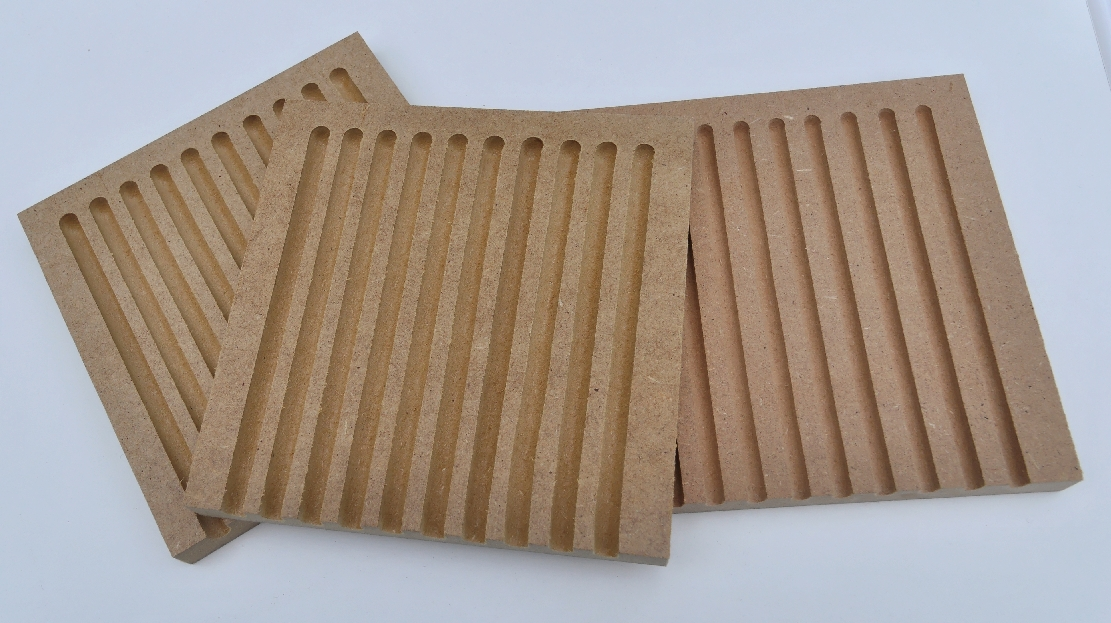
Nistbretter aus MDF mit Gängen von 8 mm / 6 mm Durchmesser bei ca. 15 cm Länge

Nach dem Rückgang der Bienenbestäubung durch die Varroamilbe, den Bienenstockkäfer und andere Umwelteinflüsse wie Pestizideinsatz sowie Überalterung der Imkerstruktur werden vermehrt Hummeln und Mauerbienen zur Bestäubung eingesetzt. So werden heute in Japan ca. 75 % der Obstanbauflächen durch Mauerbienen bestäubt. Da Mauerbienen zu den geschützten Tierarten gehören, bedarf ihre Freisetzung und gezielte Vermehrung einer Genehmigung durch die untere Naturschutzbehörde. Verschiedene Anbieter bieten daher modulare Nisthilfen für die Rostrote und die Gehörnte Mauerbiene an. Sie bestehen aus Nistbrettern mit gefrästen Nistgängen von 9 mm / 8 mm / 6 mm Durchmesser bei mindestens 15 cm Länge. Die so entstehenden Blöcke werden je nach System mit einem Spanngurt oder Gewindestangen verbunden.
Im Herbst, wenn die Mauerbienen sich verpuppt haben, werden die Blöcke geöffnet und gereinigt, sodass der Parasitenbefall vermindert wird. Vor der Reinigung der Nistbretter werden die Kokons entnommen, unter kaltem Wasser von Kot, Nistbaumaterial und Parasiten sowie Pollenresten gereinigt und nach dem Trocknen kühl gelagert. Die einzelnen Bretter werden mit einer Bürste und Heißluft gereinigt, trocken gelagert und erst wieder im Frühjahr zusammen mit den Kokons an den Bestimmungsort gebracht.
Da die Nistblöcke einen Wetterschutz benötigen, werden in den Plantagen längliche Mörtelwannen verwendet. Sie werden in ca. einem Meter Höhe aufgestellt oder in vorhandenen Hecken integriert. Durch Kleintierdraht wird der Schutz vor Vögeln gewährleistet, farbige Unterschiede dienen zur besseren Orientierung der Bienen.

### Parasiten

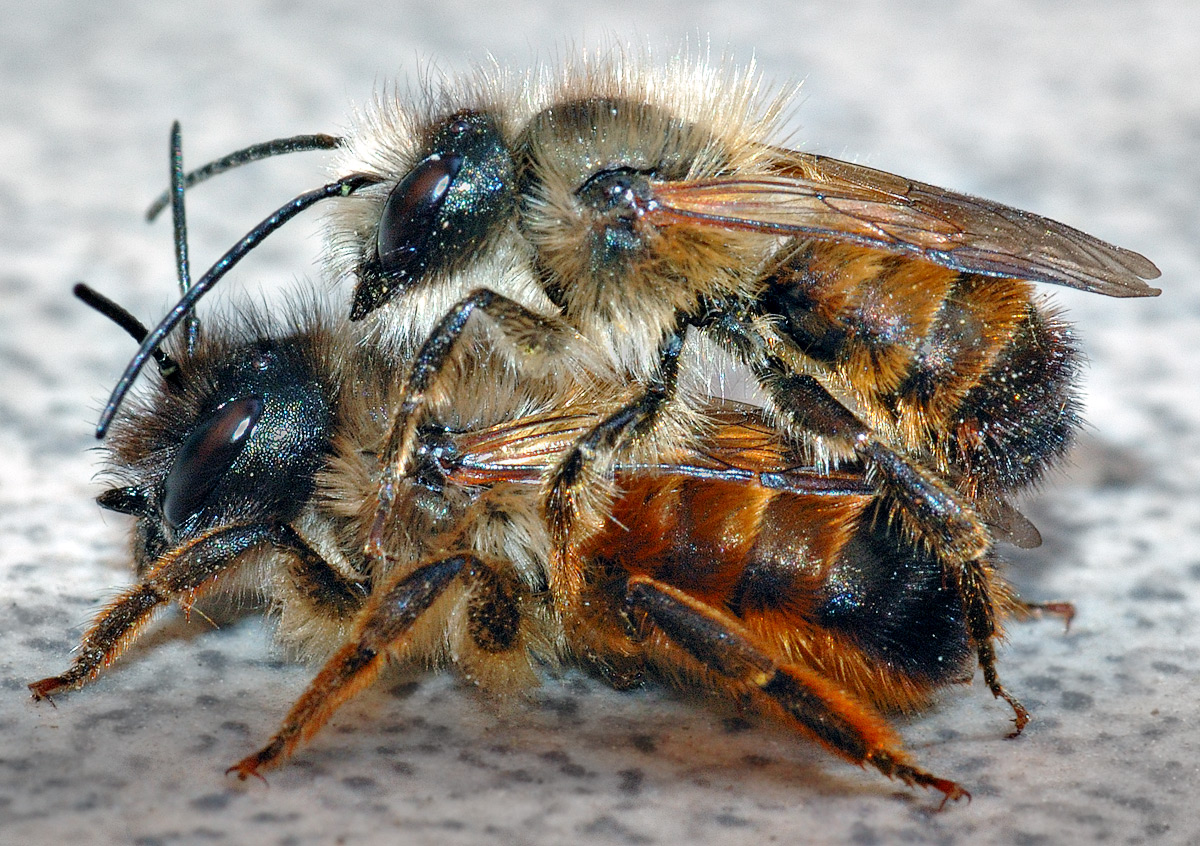
Rote Mauerbienen

Wie alle Solitärbienen ist auch die Mauerbiene von Parasiten betroffen. Ein Viertel der Bienenarten sind „Brutparasiten“ bzw. -schmarotzer, die ihre Eier in fremde Nester legen. Die Nachkommen dieser „Kuckucksbienen“ ernähren sich von den Larven oder dem vorgefundenen Proviant der Wirtsbienen. Eine Reihe von Mauerbienenarten sind Wirte für die Kuckucksbienengattungen Stelis und Dioxys.
Die Brut der Roten Mauerbiene wird häufig von der Gemeinen Keulenwespe (Monosapyga clavicornis) und der Taufliege Cacoxenus indagator befallen, ebenso vom Wollschweber Anthrax anthrax sowie von Milben wie Chaetodactylus osmiae.
Zu diesem häufigen Phänomen kommen aber noch andere Parasiten aus dem Insektenreich: Naturfreunde können an den Nistblöcken der Mauerbienen immer wieder die metallisch schillernden Goldwespen (Chrysidinae) beobachten, wie sie „geduldig“ auf einen geeigneten Moment für die eigene Eiablage warten.

## Mauerbienenarten (Auswahl)
- Osmia adunca Natterkopf-Mörtelbiene
- Osmia bicolor Zweifarbige Schneckenhausbiene
- Osmia bicornis Rote Mauerbiene (auch Rostrote Mauerbiene Osmia rufa)
- Osmia brevicornis
- Osmia caerulescens Stahlblaue Mauerbiene
- Osmia cornuta Gehörnte Mauerbiene
- Osmia inermis
- Osmia maritima
- Osmia mustelina
- Osmia spinulosa Bedornte Mauerbiene
- Osmia tuncorum Löcherbiene
- Osmia xanthomelana

- Hoplitis claviventris
- Hoplitis papaveris  Mohn-Mauerbiene

## Sonstiges
Die Art Osmia bicolor   wurde am 7. Oktober 2012 auf der Hymenopterologen-Tagung in Stuttgart zur Wildbiene des Jahres 2013 gewählt.